# Президент Сирії
Президент Сирії — голова держави Сирійська арабська республіка. Він наділений широкими повноваженнями, які можуть бути делеговані на його розсуд віцепрезидентам.
Президент призначає та звільняє з посади прем'єр-міністра та інших членів Ради міністрів (кабінет міністрів) і офіцерів. Посаду було запроваджено 1930 року з утворенням Сирійської республіки.
Після повалення президента Башара Асада і усунення від влади партії Баас в результаті наступу сирійської опозиції в 2024 році Президентом на перехідний період був призначений Ахмед Хусейн аш-Шараа.

## Процес відбору

### Прийнятність
Конституція Сирії дозволяє президентові балотуватися на 7 років, цей термін може бути продовжено один раз станом на 2012 рік згідно конституції.
Щоб бути кандидатом на президентських виборах, претендент повинен:
- бути мусульманином
- мати підтримку не менше 35 членів парламенту
- мати не менше 34 років віку
- жити в Сирії протягом 10 років до виборів
- бути сирійцем за походженням, мати батьків — сирійців за народженням
- кандидат не повинен бути в шлюбі з не-сирійською дружиною

## Повноваження
Крім виконавчої влади, належить до широкого спектра державних функцій, включаючи закордонні справи, президент має право розпустити Раду народних представників, і в цьому випадку нова рада повинна бути обрана протягом 90 днів з дати розпуску.
Президент Башар Асад також був лідером партії Баас, мав майже абсолютний контроль над політичним життям країни.